# 堀越神社
堀越神社（ほりこしじんじゃ）は、大阪市天王寺区茶臼山町にある神社。旧社格は村社。

## 歴史
聖徳太子が四天王寺を創建した際、崇峻天皇を祭神として風光明媚な茶臼山の地に社殿を造営したのが最初と伝わり、四天王寺七宮の一つに数えられる。かつて創建当初から明治時代中ごろまで境内の南沿いに堀があり、この堀を渡って参詣したことが社名の由来だとされている。古くから「一生に一度の願いを聞いてくださる」と、尊崇を集めている。
明治時代になると村社に列せられている。
境内にある熊野第一王子之宮は、もとは熊野九十九王子の第一王子・窪津王子である。
現在は交通量の多い谷町筋に面しているが、境内は樹齢数百年に及ぶ樹木をはじめ緑が多く、閑静な境内を構成している。

## 祭神
主祭神
- 崇峻天皇（すしゅんてんのう）

配祀神
- 小手姫皇后（おてひめこうごう）
- 蜂子皇子（はちこおうじ）
- 錦代皇女（にしきでこうじょ）

## 境内
- 本殿
- 拝殿
- 茶臼山稲荷神社 - かつては茶臼山の山頂にあった。大坂冬の陣の際に徳川家康が茶臼山に本陣を置き稲荷神社にお詣りをしたからか、大坂夏の陣の際に真田信繁の攻撃を受けた時、茶臼山稲荷の白狐に危機を救われたという。そのこともあって家康の信仰は厚かったという。大坂夏の陣の後、現在地に移転された。江戸時代、大阪城代が新たに任に就くと当社に詣でて幣帛を奉り、燈籠を献じ、茶臼山の家康本陣跡に詣でたと伝えられている。
- 社務所
- 熊野第一王子之宮 - 元は熊野九十九王子の第一王子・窪津王子である。その後、四天王寺西門の近くに熊野神社として祀られていたが、1915年（大正4年）2月10日に現在地に移された。
- 太上神仙鎮宅霊符尊神
- 黒龍社
- 白龍社

## 現地情報
所在地
- 大阪府大阪市天王寺区茶臼山町1-8

交通アクセス
- 最寄駅：地下鉄御堂筋線天王寺駅下車後、徒歩約15分